# Rosa 'Madame Isaac Pereire'

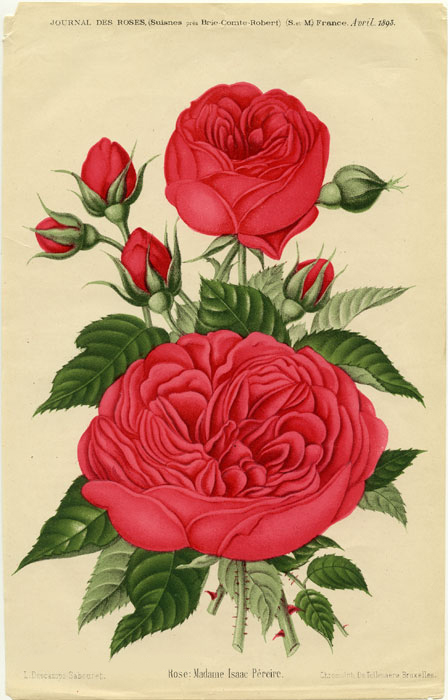
Rosa 'Madame Isaac Pereire'
Ботаническая иллюстрация. Journal des Roses, №4, 1893 г.

Rosa 'Madame Isaac Pereire' — сорт роз, относится к классу Розы Бурбонские и их клаймеры. Используется в качестве декоративного садового растения. Часто упоминается, как самая ароматная роза. Цветки могут использоваться в срезке.
Сорт назван Le Bienhereux de la Salle, позже переименован в Madame Isaak Pereire в честь Фанни Перрье (Fanny Pereire) - жены Исаака Перейра (1806—1880) — французского финансиста, промышленника, издателя и мецената. 

## Биологическое описание
Тетраплоид.
Высота 185—250 см.
Цветки в кистях до 5 штук, махровые, чашевидные, квартированные, тёмно-розовые, диаметром около 12,7 см. Аромат сильный, напоминает аромат спелых ягод малины.
Лепестков более 41.
Цветение повторное. Качество и размер цветков в начале и конце вегетационного сезона различны.

## В культуре
Зоны морозостойкости (USDA-зоны): от 5b—10b.
Длинные, цветущие только на концах побеги рекомендуется пришпиливать к земле, что бы они зацвели по всей длине на следующий год. 'Madame Isaac Pereire' можно выращивать в виде куста или плетистой розы на опоре.
Хорошо сочетается с многолетними растениями имеющими тёмно-синие цветки, такими как дельфиниум, живокость, шалфей, или сибирский ирис.
'Madame Ernest Calvat' — является побеговой мутацией 'Madame Isaac Pereire', отличается цветками более нежной лавандово-розовой окраски.

## Болезни и вредители
Устойчивость к мучнистой росе, чёрной пятнистости и дождю низкая.

## Награды
По данным сайта HelpMeFind.com:
- Corvallis Rose Society Show. Victorian (ARS). 1999
- Houston Rose Society Show. Victorian (ARS). 1999
- Mother Lode Rose Society Show. Victorian (ARS). 1999
- Orange County Rose Society Show. Victorian (ARS). 1999
- Canadian Rose Society National Rose Show. Most Fragrant Rose (CRS). 1999
- Del-Chester Rose Society Show. Victorian (ARS). 2000
- Duneland Rose Society Show. Victorian (ARS). 2000
- Garden State Rose Club (New Jersey) Show. Victorian (ARS). 2000
- Kansas City Rose Society Show. Victorian (ARS). 2000
- Maine Rose Society Show. Victorian (ARS). 2000
- Raleigh Rose Society Show. Victorian (ARS). 2000
- Rowan Rose Society Show. Victorian (ARS). 2000
- Santa Clara County Rose Society Show. Victorian (ARS). 2000
- Southampton Rose Society Show. Victorian (ARS). 2000
- West Jersey Rose Society Show. Victorian (ARS). 2000
- Albuquerque Rose Society Show. Victorian (ARS). 2001
- Milwaukee Rose Society Show. Victorian (ARS). 2001
- Mother Lode Rose Society Show. Victorian (ARS). 2001
- Richmond Rose Society Show. Victorian (ARS). 2001
- Spokane Rose Society Show. Victorian (ARS). 2001